# Université de Toronto
L'Université de Toronto (en anglais : University of Toronto, parfois appelée U of T) est une université publique canadienne et l'une des universités les plus sélectives et prestigieuses du monde. Avec plus de 97 000 étudiants, elle constitue la plus grande université du Canada, puisqu'elle est en partie le résultat d'une fusion des collèges: Victoria University, Trinity College, St. Michaels College et University College.
Elle est répartie sur trois campus : le campus principal, St-George, se trouve dans le centre de Toronto, autour de Queen's Park, tandis que les deux autres se trouvent dans l'agglomération torontoise, respectivement à Mississauga (l'Université de Toronto à Mississauga, ou UTM) et à Scarborough (l'Université de Toronto à Scarborough, ou UTSC).
D'abord établie par charte royale en 1827 sous le nom de « King's College », elle prit le nom d'« Université de Toronto » en 1849, après avoir rompu avec l'Église anglicane pour devenir un établissement laïque. L'université est composée de sept colleges, dont quatre furent créés et sont aujourd’hui gérés par elle (University College, le premier, créé en 1853, New College, Innis College et Woodsworth College). Les trois autres étaient auparavant indépendants et ont été fédérés plus tard (Trinity College, Victoria University et St. Michael's College). L'université compte aussi cinq colleges indépendants à caractère confessionnel et un college postgraduate.
Sur le plan académique, l'Université de Toronto est connue pour ses mouvements et ses programmes influents en critique littéraire et en théorie de la communication, connus collectivement sous le nom de Toronto School. L'université a été le berceau de la recherche sur l'insuline et les cellules souches, le premier stimulateur cardiaque artificiel et le site de la première transplantation pulmonaire et nerveuse réussie. L'université abritait également le premier microscope électronique, le développement de l'apprentissage en profondeur, du réseau neuronal, de la technologie multi-touch, l'identification du premier trou noir Cygnus X-1 et le développement de la théorie de la complétude NP.
Les anciens de l'Université de Toronto comprennent trois gouverneurs généraux du Canada, cinq premiers ministres du Canada, neuf dirigeants étrangers et dix-sept juges de la Cour suprême. En mars 2019, douze lauréats du prix Nobel, six lauréats du prix Turing, 94 boursiers Rhodes et un médaillé Fields étaient affiliés à l'université.

## Histoire

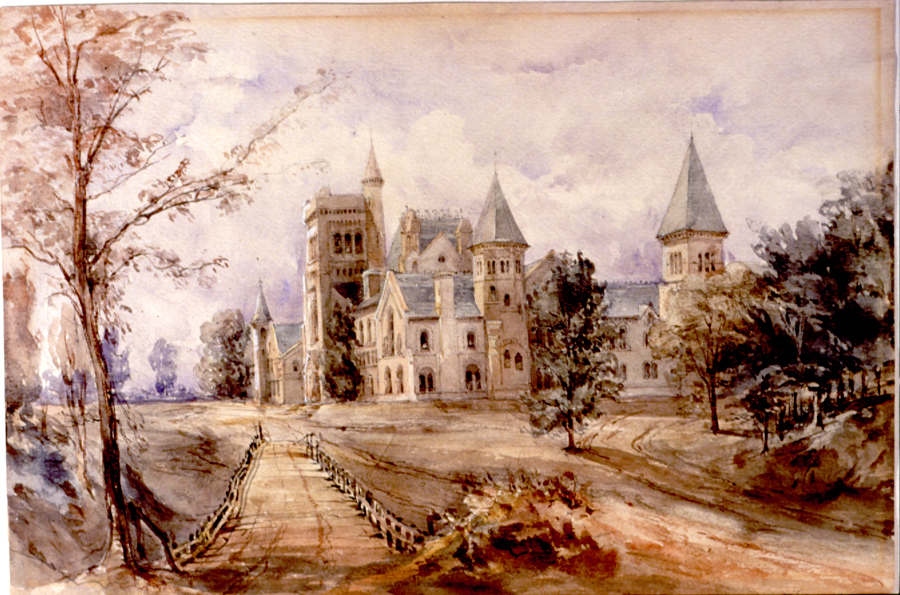
Le bâtiment gothique de l'University College en 1859.

L'établissement fut créé le 15 mars 1827, quand le King's College obtint son statut d’université par charte royale. Le King's College avait été fondé par John Strachan, évêque anglican de Toronto, et était par conséquent très lié avec l’anglicanisme, alors religion officielle du Haut-Canada. Les habitants n’étant cependant pas tous de confession anglicane et le fonds de dotation (Endowments) de 91,436 hectares (225,944 acres), de terres de la Couronne, ainsi qu'une subvention de 1 000 £ sur 16 ans, ne fut partagé qu’avec le Upper Canada College. L'université, contrôlée par l'Église d'Angleterre fut considérée comme discriminatoire auprès des autres religions anglophones. Après de nombreuses années de conflits internes, politiques, le refus d'inclure les autres confessions religieuses; les méthodistes, presbytériens, baptistes et catholiques romains  (irlandais). Le conflit mena à la dissolution de la charte le 31 décembre 1849 par la législature. Le 1er janvier 1850 l'université de Toronto fut créée par plusieurs amendements de Londres; l’établissement devint laïque, sous le nom d’Université de Toronto, quand la province se dota d’un gouvernement responsable en 1848. À la suite de la fermeture du bâtiment qui abritait le King’s College depuis son origine (situé à l’emplacement de l’actuelle assemblée législative de l’Ontario), l’université fut transférée en 1853 dans les locaux du nouvel University College, alors connu sous le nom de Provincial College.
L'université fédéra ensuite peu à peu la plupart des institutions confessionnelles de la région de Toronto, qui se résignèrent à rejoindre l'« U of T » parce qu’elles ne pouvaient pas faire face à la concurrence d’une grande université publique. Son organisation fédérale fut inspirée de celle de l'université de Londres, ce qui eut pour résultat de conférer à ses colleges une grande autonomie, notamment financière. Les trois colleges ainsi fédérés furent l’université de Victoria (méthodiste, fédérée en 1892), Trinity College (anglican, en 1904) et St. Michael’s College (catholique, en 1910). L’organisation de l’université est aujourd’hui régie par le University of Toronto Act de 1971.

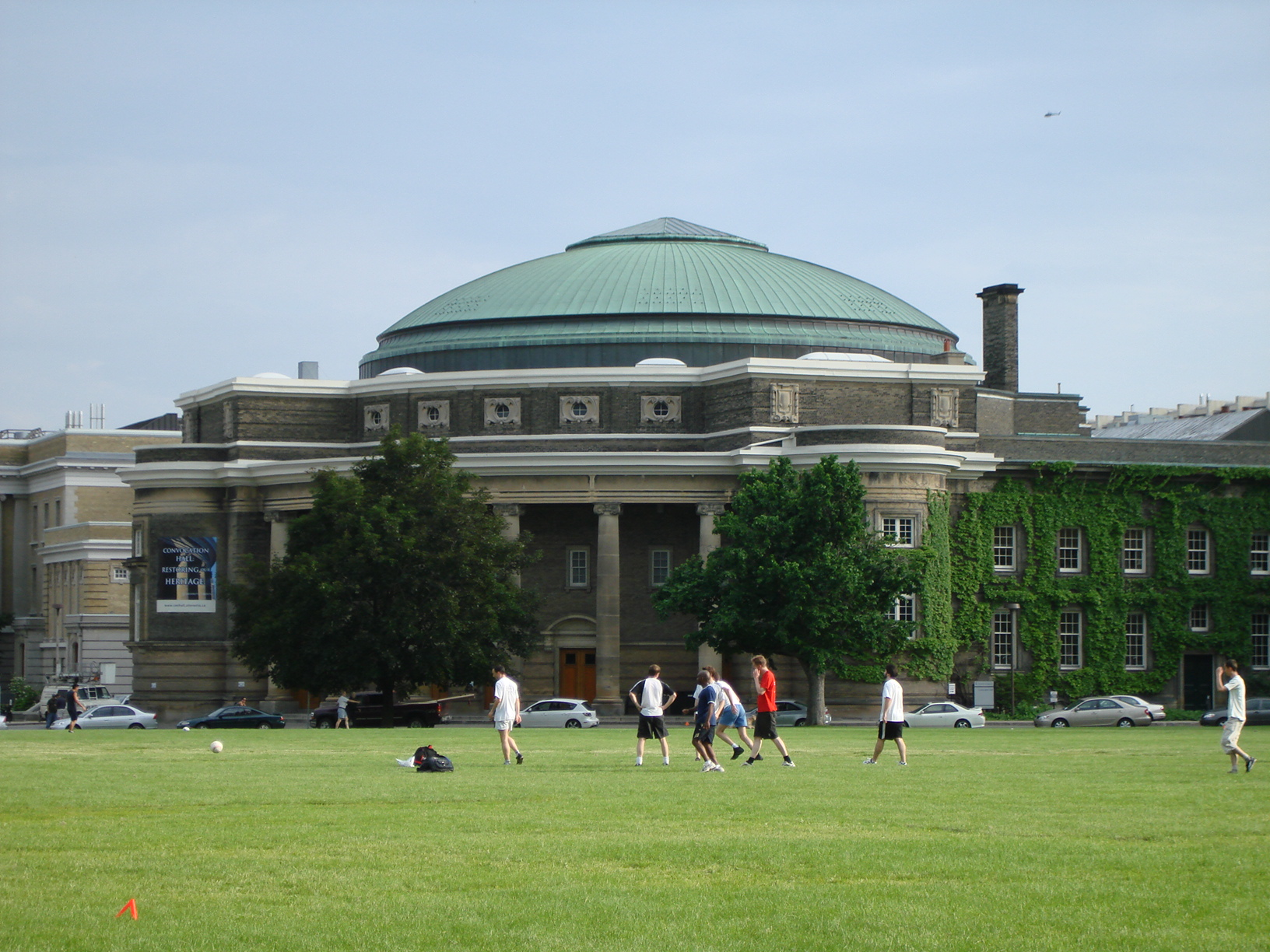
Le Convocation Hall, où se trouve le plus grand amphithéâtre de l'université.

Après une période difficile liée à la Grande Dépression et aux deux guerres mondiales — au cours desquelles de nombreux étudiants de l' « U of T » furent mobilisés —, l'université connut une forte croissance dans les années 1950 et 1960, tant en raison du baby boom que du fait de la massification de l’enseignement supérieur. Cinq nouveaux colleges furent alors créés : New College, Innis College et Woodsworth College sur le campus de St. George, Erindale College à Mississauga (30 kilomètres à l'ouest de Toronto) ainsi que, à Scarborough, l'University of Toronto at Scarborough (30 km à l'est de Toronto).
Dans les années 1980 et 1990, l’enseignement supérieur canadien connut d’importants changements, le gouvernement réduisant les dotations budgétaires des universités : celles-ci durent alors davantage se tourner vers le secteur privé pour obtenir des financements ou des mécénats. L'Université de Toronto, du fait de sa position à la fois géographique (au centre de la capitale économique du Canada) et institutionnelle (la plupart de l'élite canadienne est diplômée de l'« U of T »), fut à même de trouver les fonds nécessaires à son bon fonctionnement : elle dispose aujourd’hui d’un budget de plus d’un milliard et demi de dollars canadiens, le plus important du Canada, toutes universités confondues. À l’aube du XXIe siècle, l'« U of T » demeure encore et toujours une université en pleine expansion.

## L'université aujourd’hui

### Profil académique
L'Université de Toronto propose une offre d’enseignements extrêmement variée, qui va du sanskrit à la génomique en passant par la littérature estonienne. Toutefois, elle ne dispense pas de cours de journalisme sur le campus de St. George, en partie du fait de sa proximité avec l’Université métropolitaine de Toronto, dont l’école de journalisme est très renommée. Une filière journalisme existe en revanche sur le campus de Scarborough, en partenariat avec le Centennial College. Les nombreux journaux du campus sont de ce fait souvent considérés comme une école officieuse de journalisme.
L’université accueille plus de 70 000 étudiants, dont près des trois quarts sont du premier cycle (undergraduate). Les cours en première année de sociologie, de psychologie ou d’histoire sont ainsi dispensés à plusieurs milliers d’étudiants, et il est fréquent que des cours en amphithéâtre regroupent plus d’un millier d’étudiants. Au total, l’université accueille chaque année 6 000 étudiants étrangers, qui représentent 9 % des étudiants au total et 13 % des étudiants des cycles supérieurs (postgraduate).
Dans le domaine de la recherche, l'« U of T » a accueilli en son sein huit lauréats du prix Nobel — six diplômés de l’université et deux enseignants. Bien que l’université soit particulièrement connue pour sa recherche en médecine, deux de ces prix Nobel furent récompensés pour leurs travaux en chimie, deux en physique et deux furent nommés prix Nobel de la paix. L'« U of T » est en outre la deuxième université nord-américaine en nombre de publications, juste derrière Harvard.

### Classements et réputation
Le classement académique des universités mondiales de l’université Jiao Tong de Shanghai place l'Université de Toronto au 24e rang mondial et au 1er pour le Canada. Le supplément « enseignement supérieur » du magazine britannique Times la classe globalement en 29e position mondiale (2e au Canada), 24e dans le domaine des sciences et 20e pour la médecine. Le classement de Newsweek la range, pour sa part, à la 18e place mondiale (1re université canadienne, 9e université publique, et 5e université hors États-Unis).

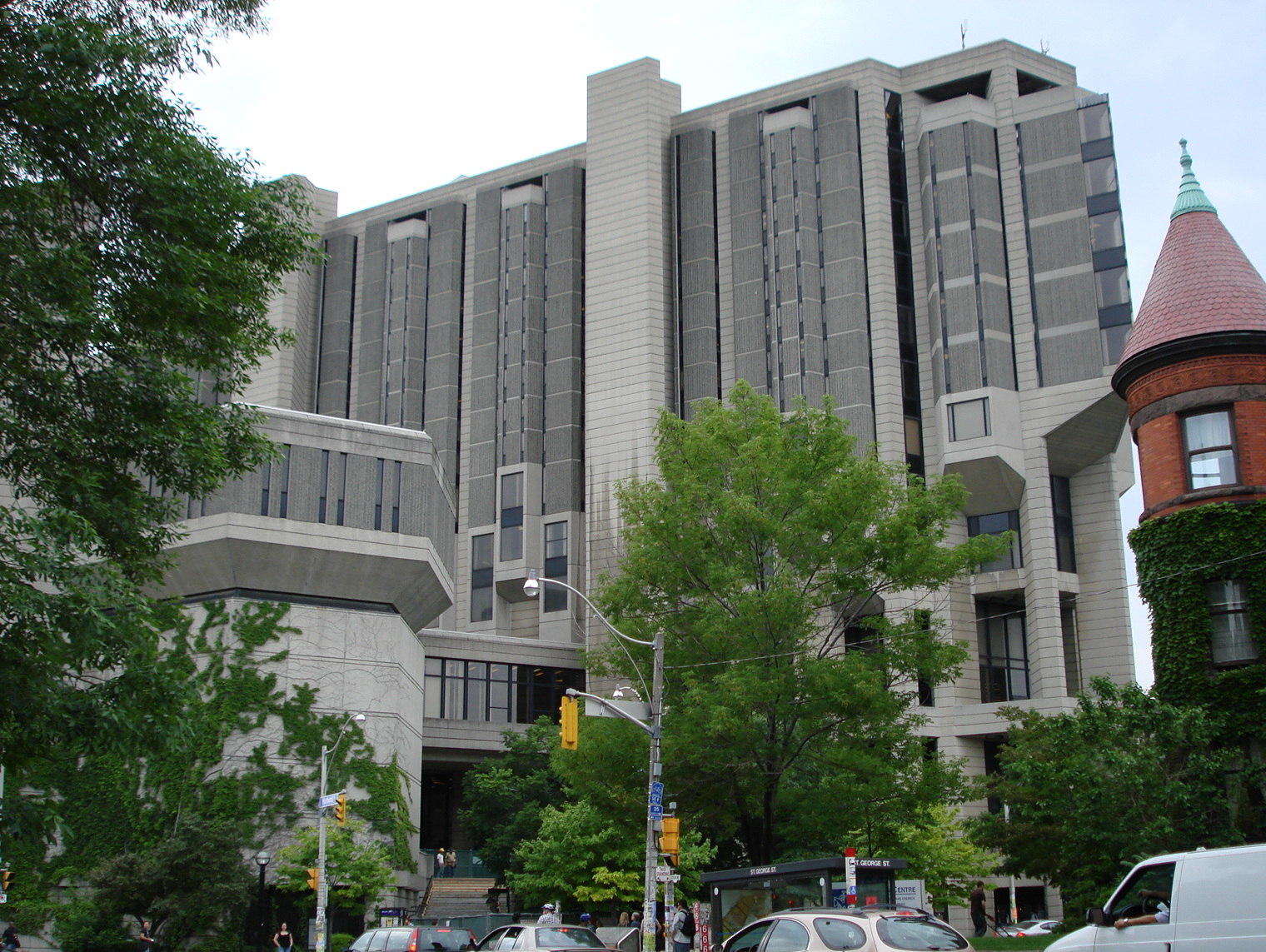
Robarts Library, la principale bibliothèque de sciences humaines et de sciences sociales du campus de St. George.

Ces douze dernières années, le magazine Maclean's a placé l’école de médecine de l’université en tête de son classement pour le Canada (elle fut ex æquo avec McGill en 2005). Cependant, en août 2006, onze universités canadiennes, dont l'« U of T », ont annoncé qu’elles refuseraient de communiquer à Maclean’s les données nécessaires au classement, exprimant ainsi leur désaccord avec la méthode utilisée.
L'Université de Toronto est présente dans plusieurs classements internationaux,,. Elle constitue aussi un pôle de recherche réputé, à l'origine, entre autres, du premier stimulateur cardiaque, de la transplantation nerveuse, des pancréas et larynx artificiels, ainsi que du premier microscope électronique.

### Bibliothèques

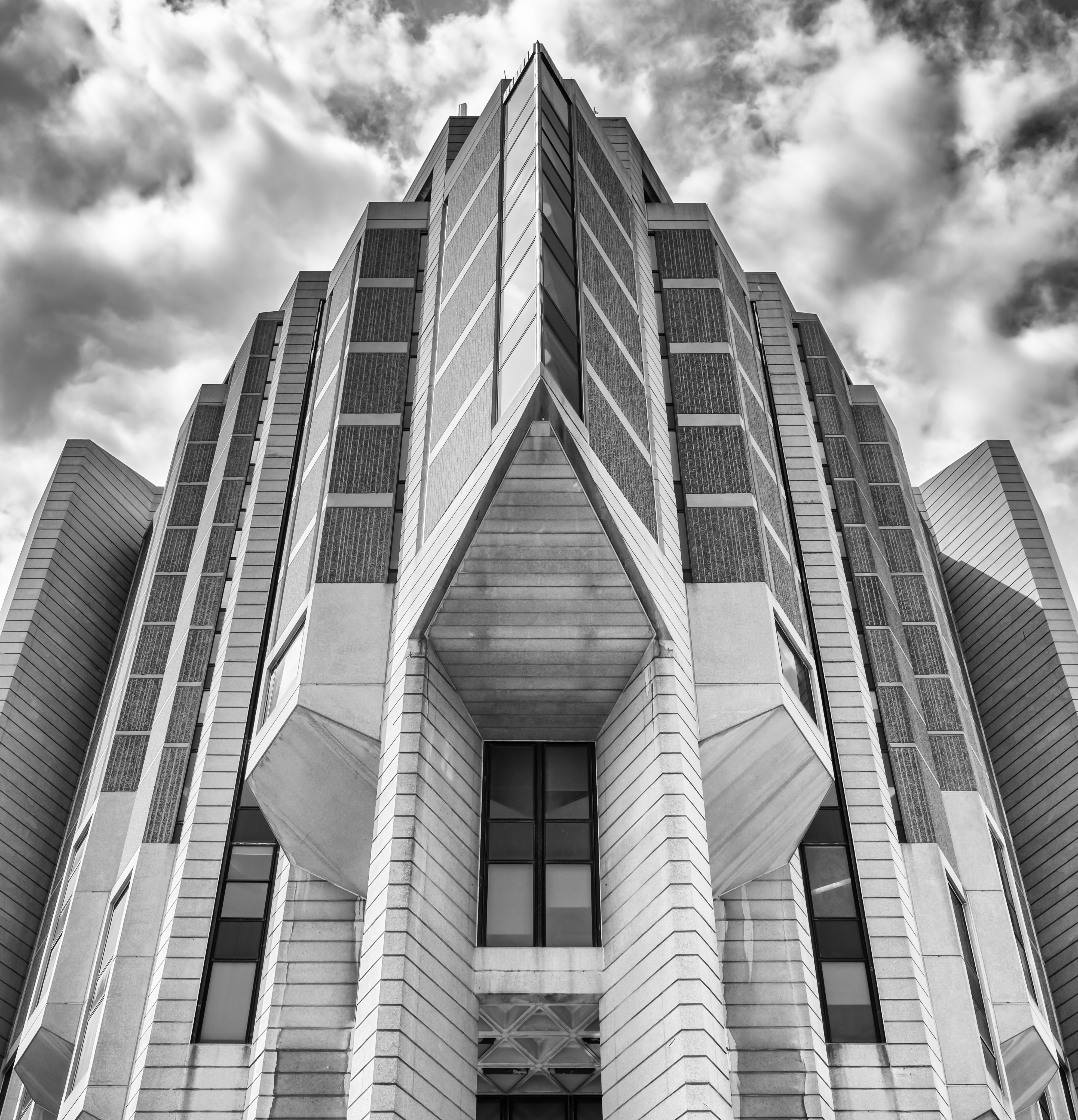
La Robarts Library, de l'université de Toronto. Mai 2021.

Le réseau de bibliothèques de l'Université de Toronto est le quatrième plus important d’Amérique du Nord en nombre d’ouvrages, juste derrière Harvard, Yale et l'université de l'Illinois à Urbana-Champaign,, et le premier en termes de fichiers informatiques.
La Robarts Library, qui s’étend sur quatorze étages, est la principale bibliothèque en sciences sociales et sciences humaines du campus de St. George : elle dispose de la plus grande réserve de livres au Canada, parmi lesquels des livres rares conservés par la Thomas Fisher Rare Book Library. La Gerstein Library est, quant à elle, la principale bibliothèque de médecine de l'« U of T ».
En 2006, l’université a passé un accord avec l'Internet Archive concernant la numérisation d’un grand nombre de ses collections, en vue de leur mise à disposition en ligne dans le cadre d’une vaste bibliothèque numérique.

## Les trois campus
L'Université de Toronto est répartie sur trois campus, tous situés dans l’agglomération torontoise. Les trois campus sont en constante expansion, en nombre d'élèves comme de bâtiments.

### St. George
Le campus de St. George, campus historique de l'« U of T », demeure aujourd’hui encore le plus important. Il abrite l’ensemble des colleges de l’université, à l’exception d’un seul, Erindale College. St. George dispose de deux atouts majeurs :
Les bâtiments les plus anciens de l’université, réputés pour leur architecture, y sont situés, ce qui attire de nombreux visiteurs non-étudiants et en fait un lieu privilégié pour les tournages de cinéma. Il est situé en plein centre-ville de Toronto et est, de ce fait, très bien desservi par les transports en commun, avec pas moins de quatre stations de métro à proximité (Spadina, St. George, Museum et Queen’s Park).
Le campus est délimité par la rue College au sud, l'avenue Spadina à l’ouest, la rue Bloor au nord et la rue Bay à l’est. Au centre du campus se trouvent Queen’s Park et le parlement provincial ontarien, tandis qu’un peu plus à l’ouest se trouve le Musée royal de l'Ontario.

### Mississauga
Située à trente kilomètres à l’ouest de Toronto et de St. George, l'Université de Toronto à Mississauga (UTM) dispose d’un campus non seulement plus étendu que celui de St. George (0,9 km2 contre 0,6), mais aussi beaucoup plus moderne. Situé dans le quartier d’Erindale, sur les berges de la rivière Credit, il est délimité par la rue Dundas et la rue Burnhamthorpe. L’UTM est un campus en pleine expansion : sa nouvelle bibliothèque, le Hazel McCallion Academic Learning Centre (du nom de la mairesse de Mississauga) et un nouveau centre sportif, incluant un stade d’athlétisme et une piscine y ont été récemment inaugurés. L’université devrait également prochainement se doter d’une nouvelle école de médecine ainsi que de nouvelles résidences. L’UTM accueille chaque année les Argonauts de Toronto pour leur saison préparatoire et leurs entraînements.

### Scarborough
À l'autre extrémité de l'agglomération torontoise (30 kilomètres à l’est de St. George), se trouve l'Université de Toronto à Scarborough (University of Toronto at Scarborough Campus, ou UTSC). Située sur les berges de la rivière Highland, à proximité de l’autoroute 401, elle représente le plus grand des trois campus (1,2 km2). De nombreux bâtiments y ont été construits au début des années 2000, notamment ceux des départements d’arts et de gestion, ainsi qu’une résidence, une bibliothèque et un bâtiment destiné à la vie étudiante. Un nouveau bâtiment de sciences devrait y être construit d’ici 2009.
La plupart des formations en alternance de l'« U of T » se déroulent à l'UTSC, notamment en gestion et en informatique.

## Vie étudiante

Hart House, qui héberge la maison des étudiants de l’université.

L’Université de Toronto a une vie associative très riche : plus de 400 organisations y sont présentes, qu’il s’agisse d’associations politiques, humanitaires ou communautaires, ou encore de corporations ou de « clubs » (de chorale, de ski, de danse…). L'UTM et l'UTSC accueillent aussi des dizaines d’associations en tout genre.
La représentation étudiante s’articule autour de l'Association étudiante de l'Université de Toronto (University of Toronto Student Union) anciennement appelée le conseil d’administration étudiant (Students’ Administrative Council), élu par les étudiants (le taux de participation aux élections a récemment dépassé les 15 %). Son rôle est d’assurer la gestion de différents services aux étudiants, notamment l’assurance maladie, les réductions de tarif sur les transports ou encore la vente des manuels scolaires d’occasion. Chaque faculté et chaque collège dispose également d’une représentation étudiante et, pour la plupart, d'organisations étudiantes chargées d’animer la vie étudiante.
L'« U of T » participe au sport interuniversitaire canadien par le biais de son équipe, les Varsity Blues de Toronto. L’université finance des équipes de hockey, de football canadien, de basket-ball, d’athlétisme, de soccer et de natation. L’équipe de football canadien a un passé relativement prestigieux, ayant notamment gagné la première coupe Vanier. Les autres sports sont financés soit par des dons, soit par les participants eux-mêmes.
En plus des innombrables journaux spécifiques aux colleges, facultés ou associations étudiantes, l'université dispose de deux journaux principaux : The Varsity et The Newspaper. Il existe aussi une station de radio locale à l'université, CIUT-FM.

### Militantisme

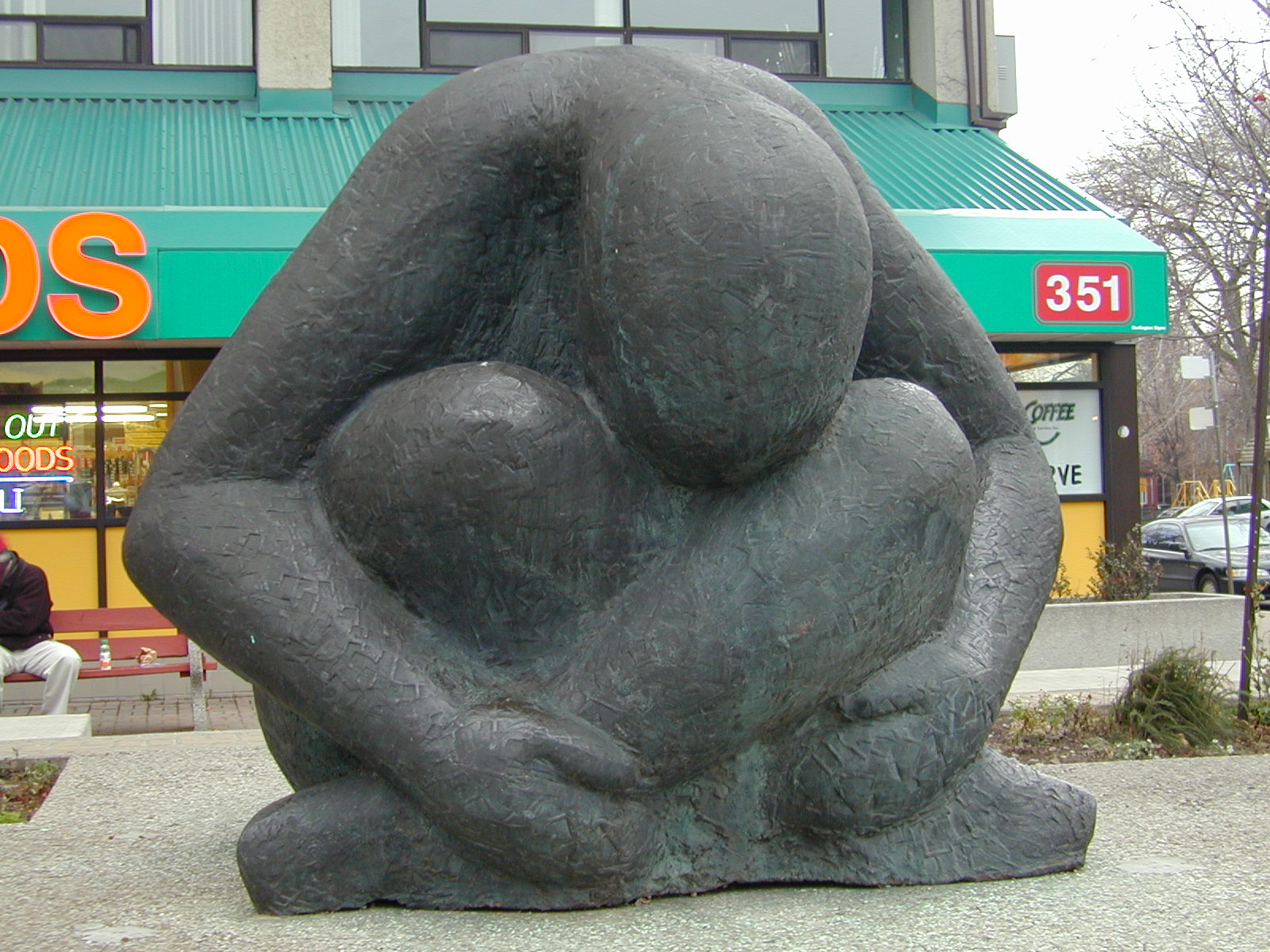
La statue de l’« étudiant inconnu », devant l'ancienne résidence du Rochdale College dans la rue Bloor.

La tradition militante de l’université remonte au XIXe siècle : en 1895, les étudiants d'University College ont organisé une grève d’une semaine, à la suite de la mise à pied du rédacteur en chef de The Varsity, qui avait publié des articles anti-administration. On attribue généralement la direction de ce mouvement à William Lyon Mackenzie King, bien que des études récentes affirment que son rôle aurait été surestimé.
Dans les années 1960, des étudiants et professeurs de l'« U of T » créèrent Rochdale College, un college autogéré situé dans le quartier hippie de Toronto, Yorkville. Bien que pas officiellement rattaché à l’université, Rochdale se voulait une alternative au système universitaire classique et à ses structures autoritaires et paternalistes. Rochdale a cependant fermé ses portes en 1975.

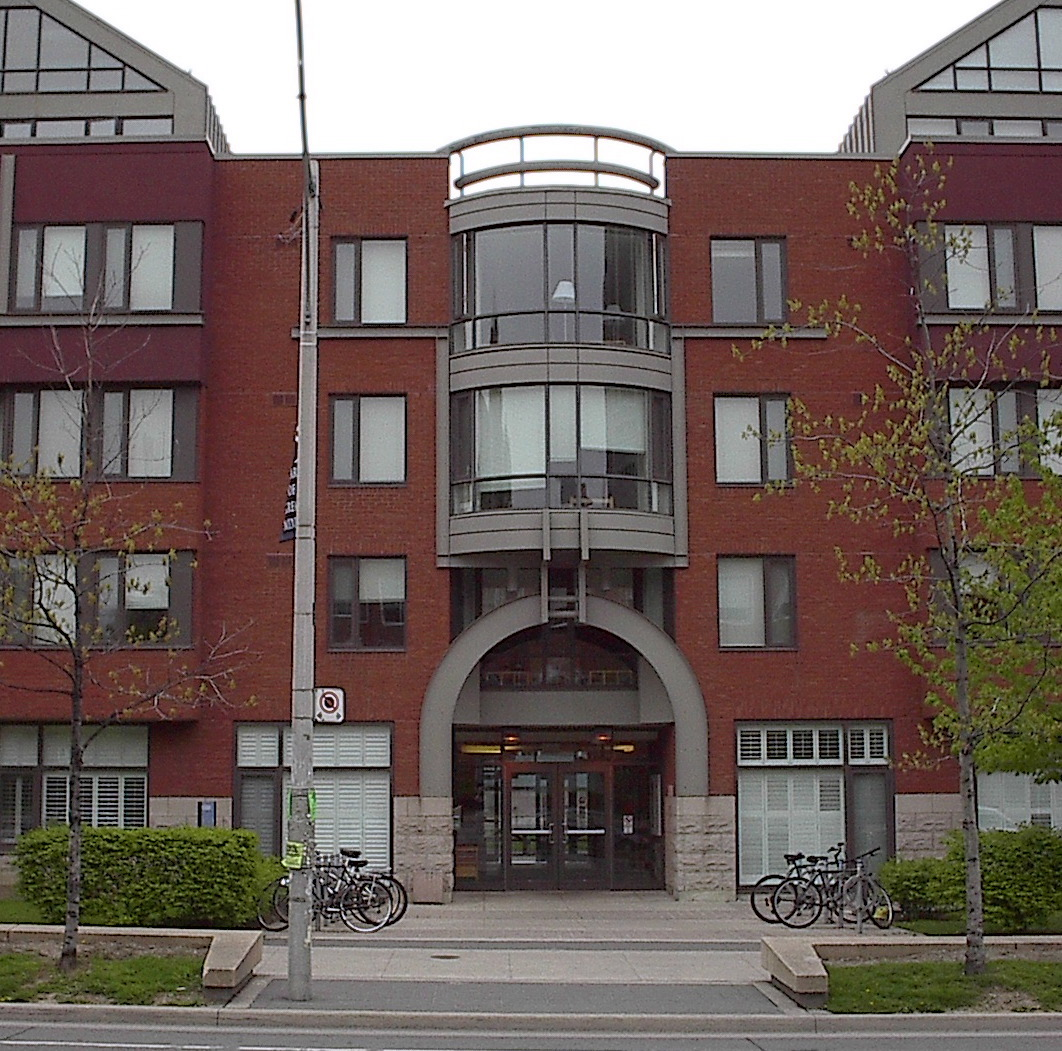
La résidence d'Innis College.

Après la dépénalisation de l’homosexualité par le premier ministre Pierre Trudeau en 1969, des étudiants et professeurs créèrent la University of Toronto Homophile Association (association homophile de l'Université de Toronto), la première association gay et lesbienne universitaire canadienne, et également la première association gay torontoise. C’est Jearld Moldenhauer, assistant de recherche à la faculté de médecine, qui passa une petite annonce dans The Varsity invitant toutes les personnes intéressées à une réunion : débutée à seize (quinze hommes et une femme), l’association prendra très vite de l’importance, non seulement au sein de l'« U of T », mais également dans la ville. Vingt ans plus tard, David Rayside, un professeur de science politique, fondera le « comité contre l’homophobie » ; dix ans après, enfin, il sera à l’origine de la création du département d’études sur la diversité sexuelle de University College, qui représente aujourd’hui l’un des atouts majeurs du college. L'« U of T » abrite toujours aujourd’hui une importante association LGBT, nommée « Lesbians, Gays, Bisexuals and Trans People of the University of Toronto» (LGBTOUT).

### Logement
Si l’université garantit toujours un logement pour tous ses étudiants de première année, le prix des résidences étudiantes est généralement élevé, particulièrement sur le campus de St. George. Le prix de la résidence inclut cependant la nourriture dans la majorité des résidences (meal plans, généralement obligatoires). Un grand nombre d’étudiants préfèrent la colocation hors campus, d’autant qu’on trouve autour du campus un grand nombre de petites maisons et d’appartements destinés aux colocations étudiantes.

## Le système descolleges

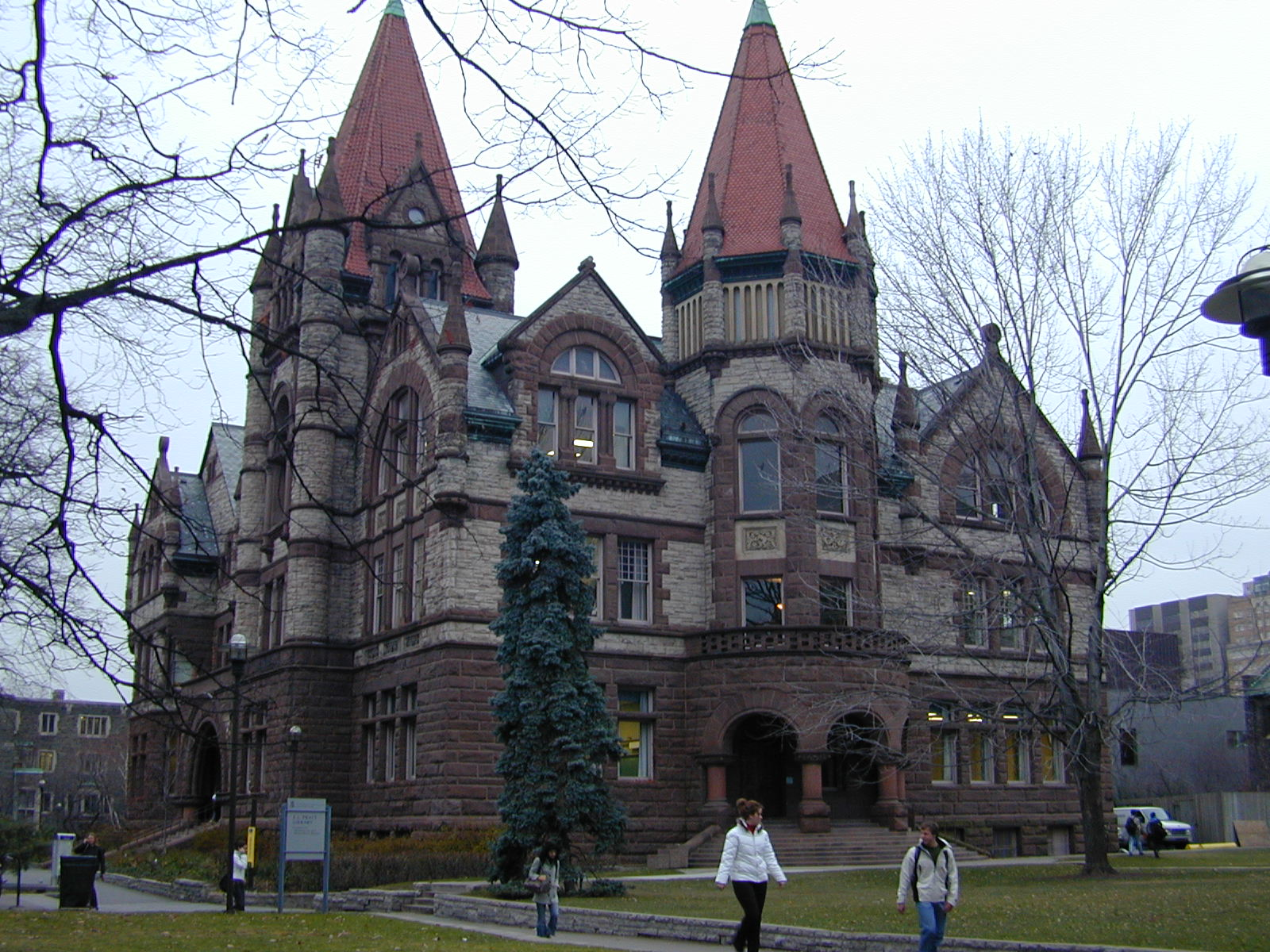
Old Vic, bâtiment principal de Victoria College.

Le système des colleges de l'« U of T » est à l’origine calqué sur celui de l’université d’Oxford : ils ne jouissent toutefois pas d’une autonomie aussi grande que leurs homologues britanniques, puisque la plupart des cours sont gérés par la faculté et non par les colleges eux-mêmes. Tous les étudiants de la faculté d’arts et de sciences du campus de St. George — la principale et la plus ancienne — doivent certes choisir leur rattachement à l’un des sept colleges, mais ils peuvent aussi suivre des cours dispensés dans les six autres, puisque le tout est chapeauté par la faculté. C’est avec l’administration du college qu’ils ont choisi que les étudiants gèrent leurs inscriptions dans les cours de la faculté.
Les colleges sont en outre dotés d’une ou de plusieurs résidences universitaires, mixtes ou non. Le grand nombre de résidences disponibles permet à l'« U of T » de garantir à tout étudiant à plein temps de première année qui le demande, un logement sur le campus. Cet engagement fut d’ailleurs tenu même en 2003, année où la réforme de l’enseignement secondaire en Ontario a conduit les élèves de deux années à entrer à l’université en même temps.
Les colleges diffèrent à la fois par leur identité et par les ressources pédagogiques qu’ils fournissent : ainsi, chaque college dispose de sa propre offre de cours spécifique. Par exemple, Trinity College, college sélectif, propose un centre d’études internationales, University College abrite le Trudeau Centre for Peace and Conflict Studies et un centre d’études sur la diversité sexuelle, tandis que St Michael's, college catholique, héberge un institut d’études médiévales.
En plus de ces sept colleges, il en existe quatre à caractère théologique, qui forment la Toronto School of Theology, et un college postgraduate affilié à l'université.
| Collèges membres - Innis College - New College - University College - Woodsworth College Collèges théologique - Knox College - Regis College - Wycliffe College | Collèges fédérés - Université de St. Michael's College - Université de Trinity College - Victoria College Emmanuel College Collège postgraduate - Massey College |

## Organisation
L'université est divisée en facultés, qui possèdent des degrés d’indépendance divers. Bien que certaines soient destinées aux étudiants undergraduate, la plupart sont réservées aux postgraduate et ont des accords avec la faculté d’arts et sciences pour offrir leurs cours à ses étudiants. Voici une liste des facultés :
- Faculté de sciences appliquées et de génie (Faculty of Applied Science and Engineering)
- Faculté d’architecture, d’aménagement du territoire et de design (Faculty of Architecture, Landscape and Design)
- Faculté d’arts et sciences (Faculty of Arts and Science)
- Faculté d’odontologie (Faculty of Dentistry)
- Faculté de sylviculture (Faculty of Forestry)
- École d'études supérieures (School of Graduate Studies)
- Faculté de sciences de l’information (Faculty of Information Studies)
- Faculté de droit (Faculty of Law)
- Faculté de médecine (Faculty of Medicine)
- Faculté de musique (Faculty of Music)
- École d’infirmiers (Faculty of Nursing)
- Institut des études pédagogiques de l'Ontario (Ontario Institute for Studies in Education, OISE)
- Faculté de pharmacie (Faculty of Pharmacy)
- Faculté d’éducation physique (Faculty of Physical Education)
- École de gestion (Rotman School of Management)

### Centres et instituts
- Institut canadien d’astrophysique théorique (Canadian Institute for Theoretical Astrophysics)
- Institut Fields pour les recherches mathématiques (Institute for Research in Mathematical Sciences)
- Institut d’ingénierie biomédicale et de biomatériaux (Biomaterials and Biomedical Engineering, IBBME)
- Institut pontifical d’études médiévales (Pontifical Institute of Mediaeval Studies)
- Centre Trudeau sur la paix, les conflits et la justice (Trudeau Centre for Peace, Conflict and Justice)[22]
- Institut universitaire d’études aérospatiales (University of Toronto Institute for Aerospace Studies, UTIAS)
- Centre d’excellence conjoint pour la recherche en immigration et en intégration (Toronto Centre of Excellence for Research on Immigration and Settlement, CERIS)
- Centre théologique mennonites de Toronto (Toronto Mennonite Theological Centre)
- Centre de données de recherche de Statistique Canada, région de Toronto (Toronto Region - Statistics Canada Research Data Centre, Toronto RDC)

## Personnalités liées à l'Université de Toronto

### Recteurs
- John Strachan évêque anglican (1827-1848)
- John McCaul (1848-1853)
- Sir Daniel Wilson  (1889-1892)
- James Loudon (1892-1906)
- Sir Robert Falconer (1907-1932)
- Henry John Cody (1932-1945)
- Sidney Smith (1945-1957)
- Claude Bissell (1958-1971)
- John Robert Evans (1972-1978)
- James Ham (1978-1983)
- David Strangway (1983-1984)
- George Connell (1984-1990)
- Robert Prichard (1990-2000)
- Robert Birgeneau (2000-2004)
- Christopher David Naylor (2005-actuellement)

### Lauréats de prix Nobel
- Frederick Banting, ancien élève et professeur, prix Nobel de physiologie ou médecine, 1923
- Bertram Brockhouse, ancien élève, prix Nobel de physique, 1994
- Walter Kohn, ancien élève, prix Nobel de chimie, 1998
- John James Richard Macleod, ancien professeur, prix Nobel de physiologie ou médecine, 1923
- James Orbinski, ancien élève et professeur, prix Nobel de la paix, 1999
- Lester B. Pearson, ancien élève et professeur, prix Nobel de la paix, 1957
- John Polanyi, professeur, prix Nobel de chimie, 1986
- Arthur Leonard Schawlow, ancien élève, prix Nobel de physique, 1981

### Quelques anciens élèves et professeurs notables
- Barbara Amiel, journaliste
- Margaret Atwood, écrivain
- Germain Bazin, historien d'art
- Sarah Brewster, artiste
- Adrienne Clarkson, gouverneure général du Canada
- F. Anthony Comper, PDG de la Banque de Montréal
- Robertson Davies, écrivain
- John Charles Fields, mathématicien, créateur de la médaille Fields
- Vittorio Frigerio, écrivain
- John Kenneth Galbraith, économiste
- Erving Goffman, sociologue
- Gueorgui Pavlovitch Ignatiev, diplomate
- Michael Ignatieff, journaliste et homme politique
- Brian Kernighan, informaticien
- Naomi Klein, journaliste
- Dan Goldstick, philosophe
- George T. Kingston, père du Service météorologique du Canada
- Chia-Chiao Lin, mathématicien
- William Lyon Mackenzie King, premier ministre du Canada
- Ron Korb, musicien
- Henry Makow, concepteur du jeu Question de scrupules
- Paul Martin, premier ministre du Canada
- Arthur Meighen, premier ministre du Canada
- James Orbinski, président de Médecins sans frontières
- Julie Payette, astronaute
- Lester B. Pearson, premier ministre du Canada
- Jordan Peterson, psychologue
- Robert Rae, homme politique
- Ernest John Revell, expert dans le domaine de l'hébreu biblique
- Conn Smythe, architecte de la Ligue nationale de hockey
- Donald Sutherland, acteur
- Kuniko Tanioka, femme politique japonaise
- Vaira Vike-Freiberga, présidente de Lettonie
- Constance Stone, médecin australienne
- Lidia Morawska, physicienne polono-australienne
- Cassandra Extavour, généticienne et chercheuse en biologie organique et évolutive